# さざなみ (西崎みどりの曲)
「さざなみ」は、1976年2月10日に発売された西崎みどりのシングル。

## 解説
A面の「さざなみ」は、テレビ朝日系『必殺仕業人』の主題歌となり、劇伴曲も本楽曲をベースとして制作された。なお、インストゥルメンタルバージョンは『仕業人』の殺しのテーマとして使用されている。
B面の「西陽のあたる部屋」は、荒木一郎のシングル「今日にさよなら」のB面曲のカバー。なお、荒木の歌唱バージョンは『必殺仕業人』の挿入歌として使用されている。

## 収録曲
- 両楽曲共に、作詞：荒木一郎／作曲：平尾昌晃／編曲：竜崎孝路

1. さざなみ (3分18秒)
2. 西陽のあたる部屋 (3分6秒)

## 収録アルバム
- 必殺シリーズ オリジナル・サウンドトラック全集7 - 必殺仕業人&新必殺からくり人（#1）
- 必殺!!主題歌ベストセレクション～裏稼業の哀歌たち～（#1）
- ベストアルバム～みどりに逢いたい～（#1）